# 于子文
于子文（1921年—？），又名赛自林，山东文登市高村镇北邢家村人。中华人民共和国政治人物。

## 生平
1936年加入中国共产党，同年参加革命工作，历任区长、区委书记、牙前县武装部长、乳山县委宣传部长。1952年1月-1954年5月，担任中共威海市委书记；后升任莱阳地委组织部长、莱西县委书记等职。1958年11月至1959年6月，任中共莱阳县委书记，后调任烟台地委农村工作部长、荷泽地委农村工作部部长、菏泽地区革委会主任、菏泽地委秘书长等职。1984年离休。